# Kerényi Lajos
Kerényi Lajos S.P. (Szőny, 1927. június 1. –) piarista szerzetes, római katolikus pap.

## Életpályája
1946-ban lépett be a piarista rendbe, 1952-ben szentelték pappá Vácon. Papi szolgálatát Budapesten az alsó-krisztinavárosi templomban kezdte, majd Ásványrárón, Budapest-Herminamezőn, Szécsényben, Rimócon, Csolnokon, Dunakilitin, Lábatlanban, Nagymaroson, Angyalföldön tevékenykedett. 1976-tól a külső-ferencvárosi Szent Kereszt-plébánia káplánja, majd 1996-tól 2017-ig plébánosa volt. A nagymarosi és egerszalóki ifjúsági találkozók életrehívója. 1990-től a Szent Margit Gimnázium tanára. Számos könyv szerzője. 2007-ben megkapta a Hit Pajzsa-díjat. Vasmiséjét Erdő Péter bíboros jelenlétében koncelebrálta 2017. június 25-én, utolsó szolgálati helyén. Lezsák Sándor, az Országgyűlés alelnöke, a Mindszenty Társaság ügyvezető elnökeként 2019. november 3-án az Országház Vadásztermében átadta neki a Mindszenty-emlékérmet.

## Könyvei
- Megyek... és meggyógyítom!; Szent Gellért Kiadó, Bp., s.a.
- Bognár Lajos–Kerényi Lajos–Rédly Elemér: Hitünk és életünk; Szent István Társulat, Bp., 1974 (Római katolikus hittankönyvek)
- Adventi fények. Dramatizált gyertyagyújtások kisközösségek, templomi csoportok számára; Szent Gellért Kiadó, Bp., 2002
- A tudomány Istenre talál. A megtérő tudomány; Szent Gellért Kiadó, Bp., 2005
- Adj nekem lelkeket, Uram! Kerényi Lajos atya önéletírása; Szent Gellért Kiadó, Bp., 2007
- Tanuljunk meg ünnepelni!; Szent Gellért Kiadó, Bp., 2008
- Utam hozzád, Uram! A megtisztulás útja, a megvilágosodás útja, az egyesülés útja; Szent Gellért Kiadó, Bp., 2009
- Hét szó a kereszten. Bábel Balázs, Kerényi Lajos, Jelenits István, Barsi Balázs, Czakó Gábor, Frenyó Zoltán, Prohászka Ottokár írásai; szerk. Frenyó Zoltán; Szent Gellért Kiadó, Bp., 2010
- Boldogságra születtünk; Szent Gellért Kiadó, Bp., 2010
- Életet sugárzó keresztút; Szent Gellért Kiadó, Bp., 2010
- Istenem! De jó volna!; Szent Gellért Kiadó, Bp., 2011
- Unalom helyett életszentség!; Szent Gellért Kiadó, Bp., 2012
- Akire várunk, eljön; Szent Gellért Kiadó, Bp., 2013
- Hét szó a kereszten. Bábel Balázs, Kerényi Lajos, Jelenits István, Barsi Balázs, Czakó Gábor, Frenyó Zoltán, Prohászka Ottokár írásai; 2. jav. kiad.; szerk. Frenyó Zoltán; Szent Gellért Kiadó, Bp., 2013
- Mondom néktek I–II.; Szent Gellért Kiadó, Bp., 2014
- Misztikus élmény és liturgia Nagy Szent Gertrúdnál és Avilai Szent Teréznél; előszó Lukács László, utószó, ajánlott irodalom Kis Attila; Kairosz, Bp., 2018
- Kerényi István–Kerényi Lajos: Csodás kalandok Jézussal. Lajos atya és testvére küzdelmei, örömei, győzelmei; Szt. Gellért, Bp., 2018
- A világot átölelő szeretet; Szt. Gellért, Bp., 2019

## Díjak, elismerések
- Ferencváros díszpolgára (2004)[5]
- Parma fidei – Hit pajzsa kitüntetés (2007)
- Nagymaros díszpolgára (2008)
- Szent Gellért-díj arany fokozat (2012)
- Európai Polgári Díj (2015)
- A Magyar Érdemrend tisztikeresztje (2016)
- Mindszenty-emlékérem (2019)